# Герои Мальгримии
«Герои Мальгримии: Затерянный мир магии» — компьютерная игра в жанре пошаговой стратегии с элементами ролевой игры, разработанная украинской студией «Класс А» под руководством Сергея Валентиновича Прокофьева и изданная в 2006 году. Игра вдохновлена серией Heroes of Might and Magic, но вносит значительные изменения в игровой процесс, включая возможность самостоятельно строить города и замки. Игрок управляет героями, ведущими в бой армии существ, развивает города и исследует карту мира. Особенностями игрового процесса являются система найма войск через обучение крестьян, и разделение опыта героев на четыре категории.
Разработка «Героев Мальгримии» началась в 2002 году в Харькове силами небольшой команды из трёх человек в рамках студии «Класс А». Проект, изначально носивший рабочее название King’s Bounty 4, перенёс несколько изменений концепции и названия прежде чем стать «Героями Мальгримии». Несмотря на коммерческий успех, игра получила смешанные отзывы критиков, которые отмечали интересный игровой процесс, но критиковали техническое исполнение и отсутствие оригинальности. Продолжение игры под названием «Герои Мальгримии 2: Нашествие некромантов» было выпущено в 2008 году.

## Игровой процесс

Скриншот игрового процесса игры

«Герои Мальгримии» — компьютерная игра в жанре пошаговой стратегии с элементами ролевой игры, вдохновлённая серией Heroes of Might and Magic, но вносящая значительные изменения в игровой процесс. Игрок управляет героями, ведущими в бой армии существ, но в отличие от HoMM, в игре можно самостоятельно строить города и замки. Основное действие происходит на стратегической карте, по которой перемещаются герои, захватывая города, посещая различные строения и сражаясь с противниками. Города являются ключевым элементом игры: игрок развивает их, возводя различные здания, которые дают доступ к более мощным существам, магическим заклинаниям и другим преимуществам. Однако в отличие от HoMM, города не производят войска напрямую, а создают крестьян, которые затем могут быть обучены как воины.
Игровой процесс основан на пошаговой системе, где время измеряется днями. За день игрок может совершать различные действия, включая строительство одного здания в каждом городе. Когда герой вступает в битву, игра переключается на экран боя, где две армии расположены по разные стороны поля. Однако, в отличие от HoMM, здесь нет строгой очерёдности ходов: кто напал, тот и ходит первым, а лучники обмениваются выстрелами одновременно. Развитие героя является ключевым аспектом игры. Герои получают опыт за победы в сражениях, который разделён на четыре категории: магия, боевые действия, движение и созидание. При получении нового уровня герой может выбрать или улучшить специализации, которые дают различные бонусы и способности. Герои могут быть двух типов: полководцы, служащие бесплатно и имеющие 5 ячеек под специализации, и наёмники, требующие оплаты и имеющие 3 ячейки. Наёмник может быть повышен до статуса полководца, если он достигнет пятого уровня и найдёт на карте специальный объект под названием «Памятник Герою». После этого наёмник становится полководцем, получая все связанные с этим преимущества, включая увеличение количества ячеек для специализаций с 3 до 5 и отсутствие необходимости платить за его содержание.
Существует несколько типов «казны»: герой носит с собой найденные ресурсы, пока не сдаст их в городе; города имеют свою казну; есть общая казна государства. Кроме золота, важную роль играют другие ресурсы: камень, дерево, кристаллы, самоцветы, сера, руда и ртуть. Особым ресурсом являются крестьяне, которые используются для строительства и обучения войск. Также существует несколько «сфер» магии, каждая из которых даёт различные преимущества. Кроме магии, важную роль играет алхимия, позволяющая создавать полезные зелья и модифицировать войска.

## Разработка
Разработка игры «Герои Мальгримии» началась в 2002 году в небольшой студии «Класс А», в команде из трёх энтузиастов под руководством Сергея Валентиновича Прокофьева, ранее известного созданием неофициального продолжения игры King’s Bounty. Студия «Класс А» была основана в Харькове и изначально не была связана с разработкой игр. Для создания игры в рамках предприятия был создан новый отдел. Проект изначально носил рабочее название King’s Bounty 4, но затем был переименован в «Мальгримия», и затем по настоянию издателя финальным названием стало «Герои Мальгримии». Непосредственным руководителем проекта была Ирина Свобода. Первая версия игры вышла в 2006 году, а вторая — менее чем через два года. Над проектом в итоге работало 15 человек. По словам разработчика, игра окупила себя менее чем за месяц. Несмотря на коммерческий успех, Прокофьев говорил, что из-за недостатка опыта работы над крупными проектами игра «не вполне соответствовала» изначальному замыслу. Разработка третьей части в трёхмерном формате началась в 2008 году, но была приостановлена из-за финансовых трудностей и ухода издателя.

## Критика
| Русскоязычные издания | Русскоязычные издания |
| Издание               | Оценка                |
| --------------------- | --------------------- |
| Absolute Games        | 32 %                  |
| «Домашний ПК»         | 3 из 5                |
| «Игромания»           | 6,5 из 10             |
| «ЛКИ»                 | 65%                   |
| «НИМ»                 | 8,8 из 10             |
| KV.by                 | 4 из 10               |

После выхода игра «Герои Мальгримии» получила смешанные отзывы. Критики отмечали, что игра имела интересный и глубокий игровой процесс, но страдала от технических недостатков и отсутствия оригинальности.
Игровой процесс «Героев Мальгримии» отмечался как увлекательный и глубокий. Рецензент журнала «Мой компьютер игровой» выделил «интересную» экономическую систему, позволяющую игроку строить и развивать города. Также отмечалось разнообразие тактических возможностей в боях и развитии героев. Владимир Веселов из «Навигатора игрового мира» оценил, что разработчики «Героев Мальгримии» сохранили ключевые элементы жанра, такие как города, герои, ресурсы и артефакты, но при этом внесли в них творческие изменения.
Однако игра подвергалась критике за чрезмерное сходство с серией Heroes of Might and Magic. Многие элементы, от интерфейса до механик, назывались прямыми заимствованиями.